# Xian autonome dong de Zhijiang
Pour les articles homonymes, voir Zhijiang (homonymie).
Le xian autonome dong de Zhijiang (芷江侗族自治县 ; pinyin : Zhǐjiāng dòngzú Zìzhìxiàn) est un district administratif de la province du Hunan en Chine. Il est placé sous la juridiction de la ville-préfecture de Huaihua.

## Démographie
La population du district était de 348 454 habitants en 1999.